# Tramerca
Tramerca o Tramerca grande (in croato Tramerka) è un isolotto disabitato della Croazia situato a sud dell'isola di Isto e a ovest di Melada.
Amministrativamente appartiene alla città di Zara, nella regione zaratina.

## Geografia
Tramerca si trova 2,28 km a ovest di Melada, a ovest della punta Kamenjev rt, e 3,1 km a sud di punta Benussi (rt Benuš) sull'isola di Isto. Nel punto più ravvicinato, punta Darchio (Artić) nel comune di Brevilacqua, dista dalla terraferma 26,7 km.
Tramerca è un grande isolotto di forma irregolare, con dei piccoli promontori che si allungano a nordovest e a sudest. Misura 1,37 km di lunghezza (da nordovest a sudest) e 900 m di larghezza massima. Ha una superficie di 0,745 km² e uno sviluppo costiero di 4,263 km. A est, raggiunge un'elevazione massima di 50 m s.l.m..

### Isole adiacenti
- Rotondo (Obljak), isolotto tondeggiante situato 720 m a nordest di Tramerca.
- Tramerca Piccolo (Tramerčica), isolotto trapezoidale situato 880 m a est di Tramerca.
- La Botticella[14] (greben Bačvica), roccia affiorante situata 660 m[15] a sud-sudovest di Tramerca Piccolo, 940 m[16] a sudest di Tramerca e 2,1 km[17] a ovest di Melada. (44°12′50″N 14°47′23.9″E)

### Cartografia
- (HR) Mappa topografica della Croazia 1:25000, su preglednik.arkod.hr.
- Carta di cabottaggio del mare Adriatico, foglio V, Milano, Istituto geografico militare, 1822-1824. URL consultato il 28 aprile 2017 (archiviato dall'url originale il 23 agosto 2021).